# Sar Mūr
Sar Mūr (persiska: سَرِ ماهور, Sar-e Māhūr, سر مور) är en ort i Iran.   Den ligger i provinsen Kohgiluyeh och Buyer Ahmad, i den centrala delen av landet, 600 km söder om huvudstaden Teheran. Sar Mūr ligger 746 meter över havet och antalet invånare är 114.
Terrängen runt Sar Mūr är varierad. Runt Sar Mūr är det ganska glesbefolkat, med 47 invånare per kvadratkilometer. Närmaste större samhälle är Dehdasht, 12,4 km norr om Sar Mūr. Omgivningarna runt Sar Mūr är i huvudsak ett öppet busklandskap.